# 신원고등학교
신원고등학교(新院高等學校)는 대한민국 경기도 고양시 덕양구 신원동에 있는 공립 고등학교이다.

## 학교 연혁
- 2021년 1월 23일 : 신원고등학교 설립 인가(36학급)
- 2021년 3월 1일 : 초대 홍옥진 교장 취임
- 2021년 3월 2일 : 제1회 157명 입학(7학급)
- 2022년 3월 2일 : 제2회 213명 입학(9학급)

## 참고 자료
- 신원고등학교 - 한국교육학술정보원 학교알리미